# Hadró exòtic

Un mesó regular format per un quark (q) i un antiquark amb espins s₂ i s_{1} respectivament i tenint un moment angular total L

Els hadrons exòtics són partícules subatòmiques formades per quarks (i possiblement gluons, però que no estan dins l'esquema normal dels hadrons. Mentre estan afectats per la interacció forta no es poden predir pel model de quarks simple. Els hadrons exòtics no tenen el mateix contingut pel que fa als quarks respecte als hadrons normals: els barions exòtics tenen més que els tres quarks dels barions normals, i els mesons exòtics no tenen un quark i un antiquark com els mesons normals. Els hadrons exòtics es poden trobar buscant partícules amb nombres quàntics, prohibits per als hadrons normals. Senyals experimentals d'hadrons exòtics han estat vistos recentment, però continuen sent un tema de controvèrsia en la física de partícules.

## Història
Quan el model de quarks va ser inicialment postulat per Murray Gell-Mann i d'altres a la dècada dels 60, va ser per organitzar els estats coneguts fins aleshores d'una manera significativa, com la cromodinàmica quàntica (QCD) desenvolupada durant la següent dècada. Això no obstant, fou evident que no hi havia cap raó fonamental perquè només la combinació de 3-quarks i quark-antiquark existís. A més a més, semblava que els gluons, partícules que transmeten la força d'interacció forta, haguessin de formar estats obligats entre si (glueballs) i amb quarks (hadrons híbrids). Això no obstant, han passat unes quantes dècades sense cap prova concloent sobre els hadrons exòtics.

## Candidats
Hi ha uns quants candidats per a ser hadrons exòtics:
- X(3872) - Descobert pel detector Belle al KEK al Japó. Hi ha diverses hipòtesis que diuen que aquesta partícula pot ser un diquark o una molècula mesònica.
- Y(3940) - Aquesta partícula no encaixa en l'espectre del quarkoni predit pels teòrics.
- Y(4140) - Descobert al Fermilab el març de 2009.[2]
- Y(4260) - Descobert pel detector BaBar al SLAC a Menlo Park (Califòrnia). Aquesta partícula està teòricament formada per un gluó lligat a un quark i un antiquark.